# Nicolaes Berchem

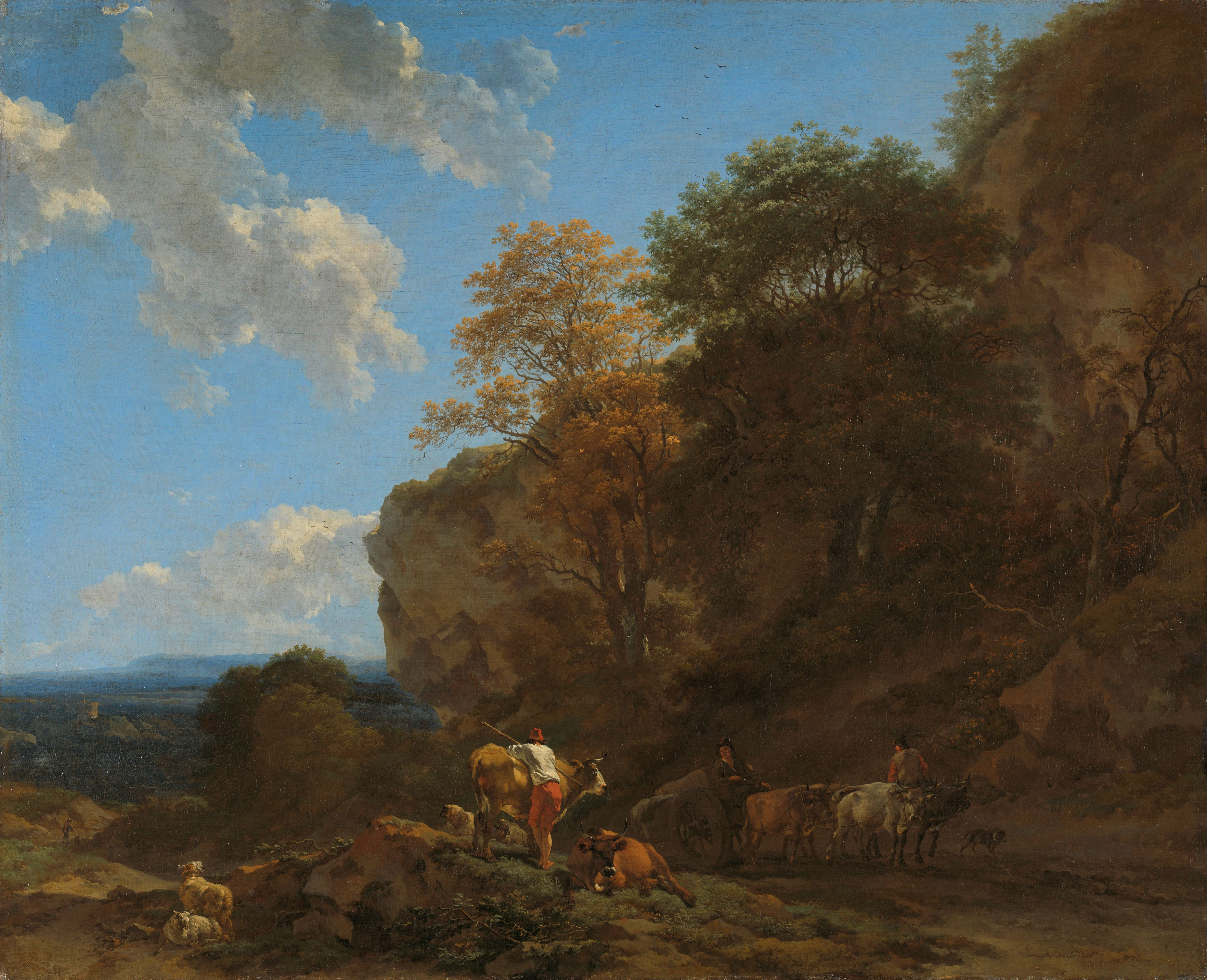
Paisaje italiano, óleo sobre lienzo, 65 x 81 cm, Ámsterdam, Rijksmuseum.

Nicolaes Pietersz. Berchem (Haarlem, c. 1621/1622-Ámsterdam, 1683) fue un pintor barroco neerlandés. Produjo mayormente imágenes de paisajes, tanto al óleo como en grabado.

## Biografía
Hijo de Pieter Claesz., pintor de bodegones, en 1634, según una anotación en los registros de la guilda de San Lucas, recibía lecciones de pintura de su padre, aunque probablemente recibiese clases también de Jan van Goyen y Pieter de Grebber. Ingresó en la guilda como maestro independiente en 1642 e inmediatamente acogió a tres discípulos. Contrajo matrimonio en Haarlem en 1646 con Catrijne Claes de Groot, hijastra del pintor paisajista Jan Wils, otro posible maestro de Nicolaes. El matrimonio hizo testamento en 1649, poco antes del nacimiento de un hijo llamado Nicolaes como su padre, que también sería pintor.
Hacia 1650 debió de viajar a Alemania, acompañando quizá a Jacob van Ruisdael, según se desprende de un dibujo del castillo de Bad Bentheim en Alemania fechado en 1650. A continuación podría haber viajado a Italia, aunque se trata de un viaje no documentado y discutido, pudiéndose explicar el carácter italianizante de sus paisajes por la influencia de Pieter van Laer o Jan Both. Se le documenta de nuevo en Haarlem en 1656, cuando compró una casa, y en el curso 1657-1658 como decano del gremio de pintores. De 1661 a 1670 residió en Ámsterdam a donde regresó definitivamente en 1677, tras una nueva estancia en Haarlem.

## Obra

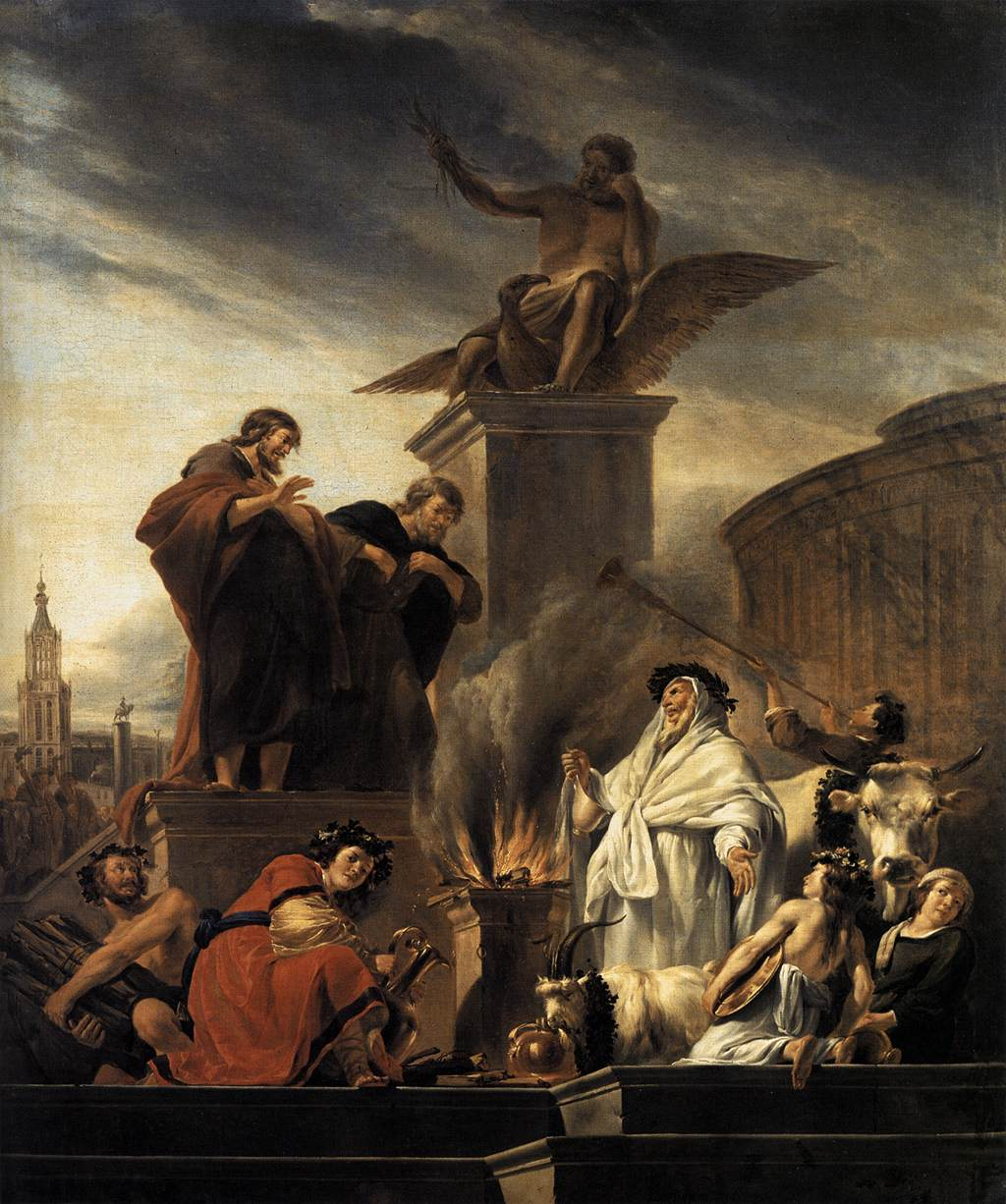
Pablo y Bernabé en Listra (1650), óleo sobre lienzo, 164 x 135 cm, Musée d'art et d'industrie, Saint-Étienne (Francia).

Artista fecundo y variado, su producción, que incluye numerosos dibujos y aguafuertes, es abundante y comprende paisajes italianizantes con especial atención al estudio de los animales, paisajes de invierno y puertos mediterráneos, pintura de historia sobre temas cristianos y mitológicos, alegorías, pintura de género, retratos y naturalezas muertas. Podría haber colaborado también con Meindert Hobbema, Jan Baptist Weenix y otros incorporando figuras de campesinos y animales en sus paisajes. Los aguafuertes abiertos sobre sus obras hicieron de Nicolaes Berchem el más influyente de los pintores de paisaje holandeses, extendiendo su influencia al siglo siguiente.